# Mammuthus primigenius vrangeliensis
Mammuthus primigenius vrangeliensis è la sottospecie che identifica i mammut lanosi (Mammuthus primigenius) abitanti l'isola di Wrangel.

## Descrizione
Durante l'ultima era glaciale, i mammut lanosi espansero il loro areale fino all'attuale isola di Wrangel, allora unita al continente eurasiatico in quanto il livello dei mari era sceso di circa 120 metri. L'isola, però, si trovò a essere separata dalla Siberia circa 14.000 anni fa quando, a causa dello scioglimento dei ghiacci, il livello dei mari tornò a salire notevolmente.
La sopravvivenza dei mammut sull'isola può essere spiegata analizzando la topografia ed il clima locali, che permettono la conservazione dell'habitat della steppa. I mammut hanno continuato a vivere sull'isola probabilmente fino a 3.500 anni fa, quindi ben oltre le corrispondenti popolazioni del continente. Nel frattempo, la loro taglia andò riducendosi di generazione in generazione, per far fronte alla scarsità di risorse offerte dall'ambiente insulare.
I mammut dell'isola di Wrangel misuravano 1,80-2,50 m d'altezza al garrese; sono stati a lungo considerati come mammut nani, anche se tale denominazione è stata rivalutata nel 1999, quando questi animali si sono visti togliere lo status di specie a sé stante, venendo incorporati come sottospecie del mammut lanoso. Attualmente, alcuni studiosi vorrebbero privare i mammut nani anche dello stato di sottospecie e considerarli semplicemente una variante geografica del mammut lanoso, e considerare le loro dimensioni come un effetto del nanismo insulare.